# CryptoParty
CryptoParty (ang. cryptographic party - spotkanie kryptograficzne) – oddolna, globalna inicjatywa mająca na celu przybliżyć laikom podstawy bezpiecznego i prywatnego korzystania z Internetu, a także kryptografii komputerowej. CryptoParty ma zwykle postać darmowych, publicznych warsztatów organizowanych przez lokalne środowiska hakerskie. Do najczęściej omawianych technologii należą szyfrowanie dysków, bezpieczeństwo przeglądarki internetowej, sieci VPN, kryptografia klucza publicznego i sieć TOR.
Geneza CryptoParties to luźna dyskusja w serwisie internetowym Twitter między australijską działaczką na rzecz ochrony prywatności, używającą pseudonimu Asher Wolf i jej przyjaciółmi, ekspertami z dziedziny bezpieczeństwa komputerowego, która odbyła się w sierpniu 2012 roku. Pretekstem było uchwalenie w Australii ustawy o cyberbezpieczeństwie oraz ogłoszenie planów wprowadzenia dwuletniej retencji danych.